# Twierdza Wrocław 1890–1918

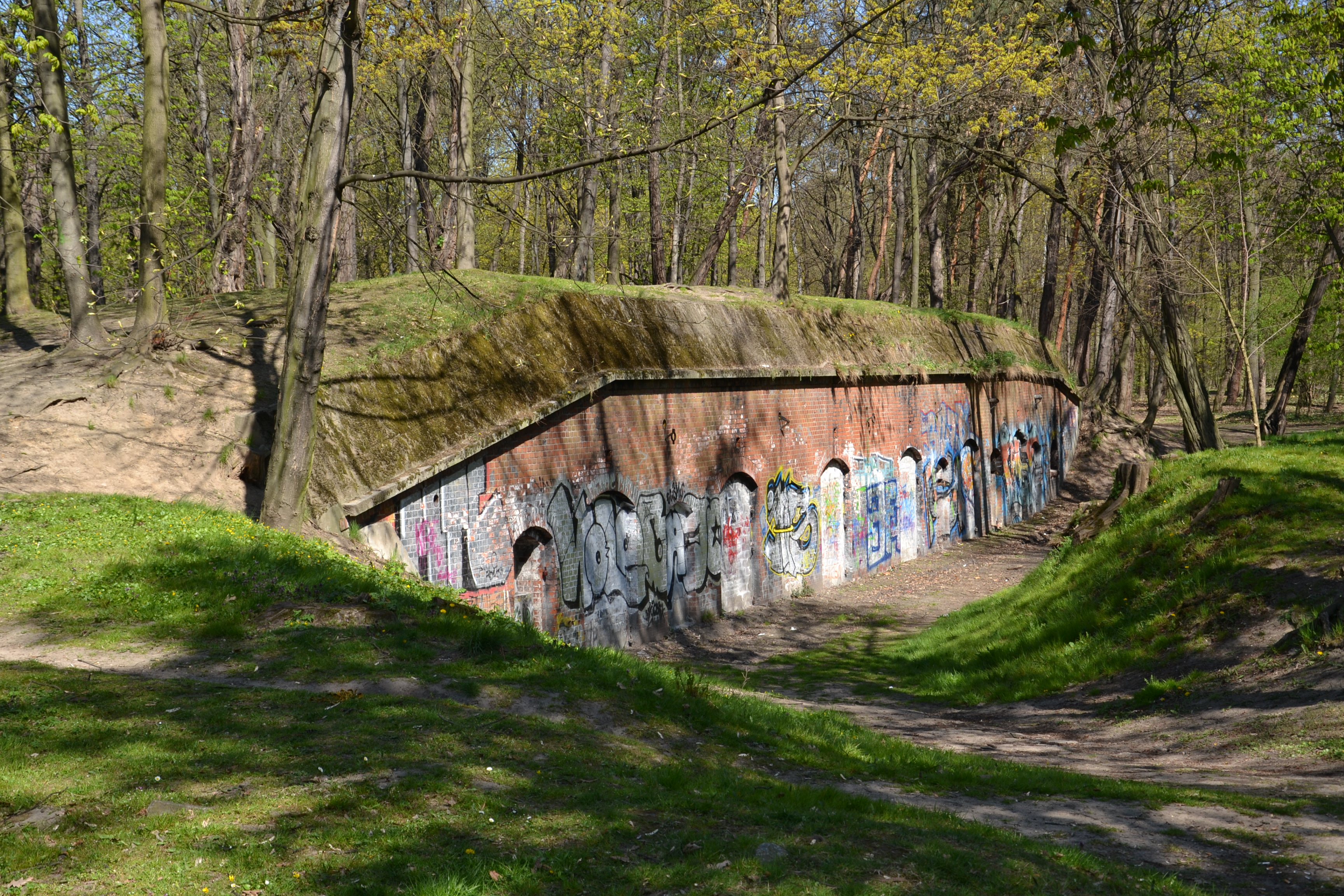
Wrocław. Schron Piechoty I.R.-10

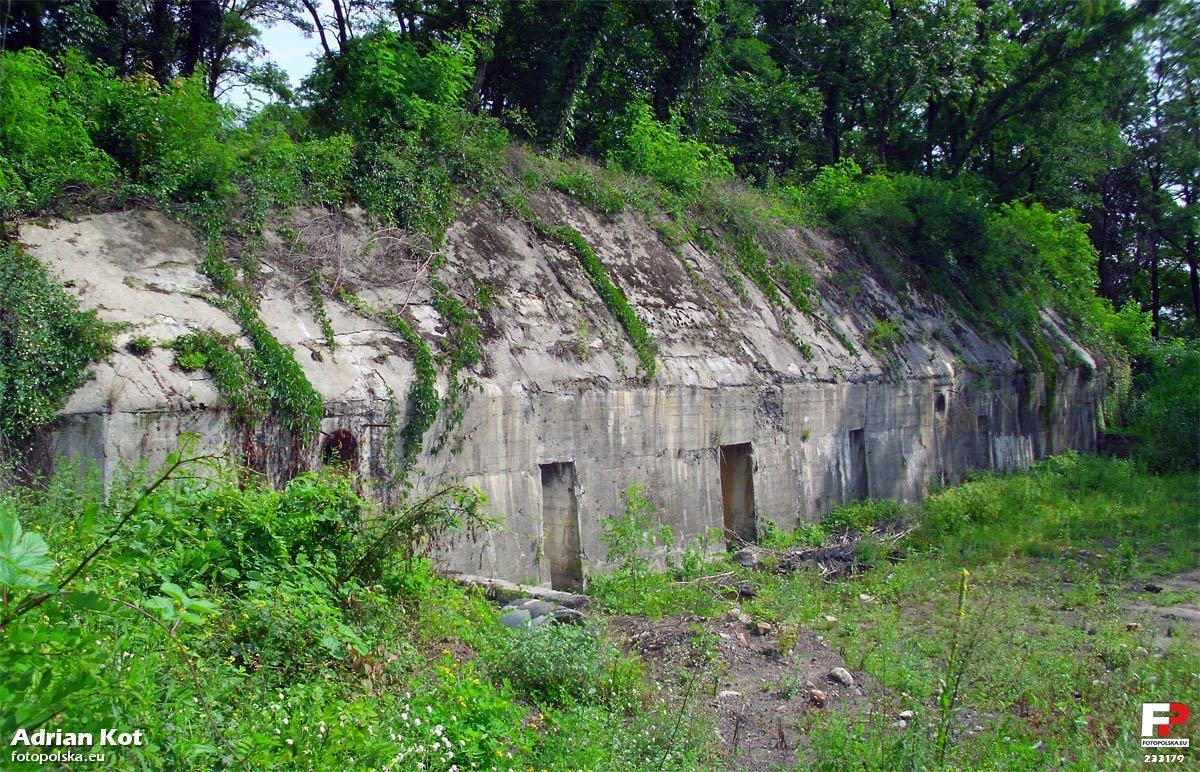
Wrocław. Schron Piechoty I.St.-7

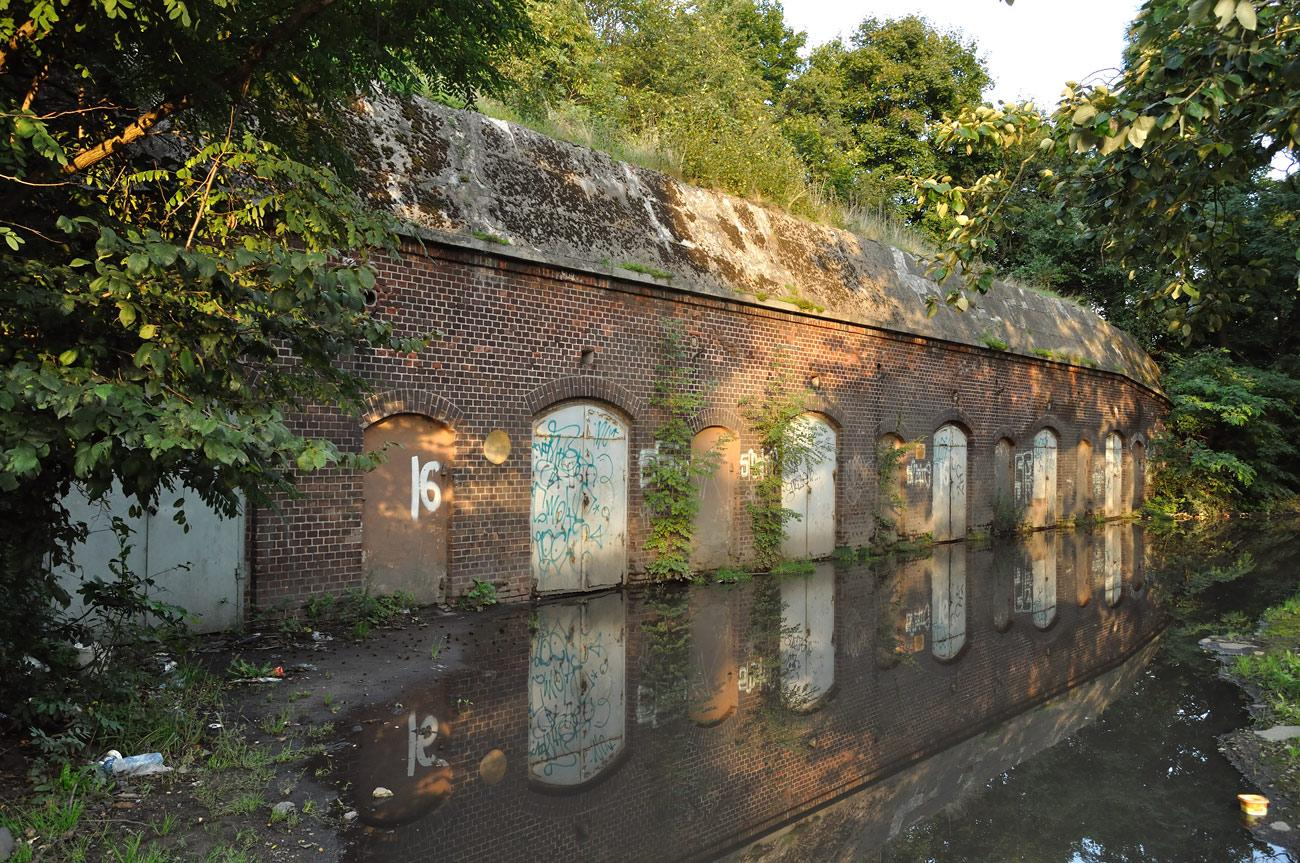
Wrocław. Schron Piechoty I.R.-2

Twierdza Wrocław 1890–1918 – zespół fortyfikacji zbudowanych na terenie Wrocławia w XIX i na początku XX w.

## Historia
5 maja 1889, po trwającej 82 lata dyskusji, została podjęta decyzja o ponownym ufortyfikowaniu Wrocławia. Jeszcze w 1889 przeprowadzono w terenie wizje lokalne i nakreślono przebieg przyszłych umocnień. 24 kwietnia 1890 dla odciążenia przyszłej wojennej mobilizacji rozpoczęto budowę pierwszych schronów piechoty, wchodzących w skład twierdzy. Do 1901 wybudowano 19 schronów piechoty. W latach 1891–1895 schrony budowano jako konstrukcje trójwarstwowe: od wewnątrz schronu sklepienie kazamat wykonywano w formie ceglanej koleby, nad nią znajdowała się metrowej grubości poduszka piaskowa, a na niej spoczywała granitowo-betonowa płyta detonacyjna. Konstrukcję tego typu stosowano w fortyfikacji pruskiej począwszy od 1887 roku – służyć miała przezwyciężeniu skutków wprowadzenia na pole walki nowych pocisków artyleryjskich z zapalnikiem ze zwłoką. W latach 1895–1899 wznoszono schrony o konstrukcji ceglano-betonowej (ściany i strop wylewano z betonu o grubości 2,2 metra, fasada była nadal ceglana). W latach 1900–1901 wybudowano jedyny schron całkowicie betonowy – I.R. 10a.
W 1905 ustalono dla wschodniego i zachodniego rejonu twierdzy nowy przebieg głównej pozycji walki, w związku z tym schrony I.R. 1, I.R. 2 – na wschodzie miasta – oraz I.R. 10, I.R. 10a, I.R. 11 – na zachodzie – nie były już modernizowane. W 1913 został ustalony nowy przebieg głównej pozycji walki na południu miasta, w związku z czym zrezygnowano z dalszych modernizacji I.R. 20.
Wrocław został ogłoszony twierdzą na mocy cesarskiego rozkazu dnia 14 czerwca 1910.
W 1914 częściowo zrealizowano, przygotowany zawczasu, projekt wojennej mobilizacji twierdzy, w ramach którego budowano dalsze obiekty.
W skład twierdzy wchodziło: 
- 16 punktów oporu piechoty, w tym pięć zbudowanych w czasie pokoju;
- 24 schrony piechoty, w tym schrony powstałe w czasie mobilizacji w 1914 oraz schrony z lat 1890–1901 modernizowane po 1910;
- 14 jazów fortecznych na rzekach Widawie i Ślęzie;
- 5 baterii artyleryjskich;
- 1 schron amunicyjny.

Budowle twierdzy były częściowo wykorzystywane w czasie oblężenia miasta w 1945, później część z nich była użytkowana przez wojsko lub obronę cywilną, część zaś została porzucona, a niektóre wyburzone

## Schrony piechoty
Każdy ze schronów wybudowanych w twierdzy Wrocław przed rokiem 1914 składał się z sześciu kazamat dla jednej kompanii piechoty oraz czterech oficerów. Poza tym w schronie znajdowała się studnia oraz latryna. Schrony takie budowano także w innych twierdzach niemieckich w różnych wariantach, opierając się na dostosowywanym i unowocześnianym projekcie wzorcowym z 1887 roku. Izby były wyposażone w ławki dla żołnierzy i podwieszaną półkę oraz piecyk w kącie przy wejściu. Wentylacja odbywała się przez bramy lub okna w fasadzie. Kazamata przeznaczona dla oficerów różniła się od izb żołnierskich: znajdowało się w niej wyposażenie biurowe i kwaterunkowe dla oficerów, a także pomieszczenie łączności (do pomieszczenia dociągnięto kabel telefoniczny) i podręczny skład materiałów wojennych.
W latach 1906–1913 zmodernizowano i rozbudowano trzynaście z dziewiętnastu schronów piechoty, W obiektach pojawiła się nowa wentylacja (mechaniczna), w części kazamat zainstalowano prycze, a do niektórych doprowadzono prąd elektryczny.

## Punkty oporu piechoty (tzw. forty)
W latach 1906–1910 wybudowano, na bazie istniejących już schronów, pięć punktów oporu piechoty (niem. Infanterie Stutzpunkt): I.St. 4, I.St. 5, I.St. 6, I.St. 7, I.St. 8. Budowa polegała na modernizacji schronu, a także wybudowaniu (będącej unikatem na krajową skalę) betonowej pozycji strzeleckiej z dwoma stanowiskami obserwacyjnymi, dwóch schronów pogotowia oraz jednej lub dwóch wartowni. Po roku 1910 kilka innych schronów rozbudowano w podobny sposób, jednak nie wykonano dodatkowych schronów i zamkniętego wału z przedpiersiem. Urządzenia obronne fortu połączone były rurami głosowymi i elektryczną instalacją alarmową (dzwonkową). Dzieła otaczano zasiekami z drutu kolczastego, maskowano, stosując się do szczegółowo określonych przepisów technicznych.

## Rozbudowa wojenna 1914 roku
W czasie mobilizacji w roku 1914 wybudowano szereg zaplanowanych wcześniej urządzeń obronnych. Na północy miasta jeden dodatkowy punkt oporu piechoty (I.St. 8a); na wschodzie dziesięć schronów piechoty (U. 1 do U. 10, niem. Unterstande); na południu jedenaście punktów oporu piechoty (na linii wysuniętej na przedpole), usypano pięć baterii artyleryjskich na wale obwodnicy kolejowej. W twierdzy zbudowano 14 jazów fortecznych (St. W. I do XII, niem. Stau-Wehr). 
Rozbudowa wojenna nie została ukończona, prace przerwano w roku 1916, kiedy w wyniku sukcesów państw centralnych na froncie wschodnim odsunięto od Wrocławia zagrożenie atakiem rosyjskim.

## Zadanie Twierdzy Wrocław
Zadaniem twierdzy było dać odpór atakom wojsk niedysponujących parkiem oblężniczym. Zadanie to należało wykonać dla ochrony bogatego miasta, będącego stolicą prowincji Śląsk, ważnym węzłem komunikacyjnym, siedzibą garnizonu. Po drugie Twierdza Wrocław miała w razie niepowodzeń państw centralnych w Galicji stać się punktem połączenia armii niemieckich i austro-węgierskich na froncie Kraków – Toruń.